# Alexander Georg von Humboldt
Alexander Georg von Humboldt (* 22. September 1720 in Zamenz; † 6. Januar 1779 in Berlin) war ein preußischer Offizier und Unternehmer. Er war der Vater von Alexander und Wilhelm von Humboldt.

## Herkunft
Er war Sohn des Hauptmanns Hans Paul von Humboldt (1684–1740), der 1738 in den erblichen preußischen Adelsstand erhoben wurde, und dessen Ehefrau Sophie Dorothea, geborene von Schweder (1688–1749).

## Leben
Humboldt wurde Soldat im Dragonerregiment „von Finckenstein“ der preußischen Armee. Mit diesem Regiment nahm er – zunächst als Premierleutnant – 1756/63 am Siebenjährigen Krieg teil. Er erlangte das Vertrauen des Oberbefehlshabers Herzog Ferdinand von Braunschweig, dem er in der Schlacht bei Krefeld am 28. Juni 1758 das Leben rettete; hierdurch stieg er rasch zum Oberstwachtmeister und Regimentsadjutanten auf. 1761 nahm er aus gesundheitlichen Gründen seinen Abschied.
Als Regimentsadjutant für die Verpflegung und Ausrüstung des Regiments hatte Humboldt auch wirtschaftlich durch den Krieg stark profitiert; das half ihm bei seinem Aufstieg innerhalb der Berliner Hofgesellschaft. Friedrich der Große ernannte ihn 1764 für seine Verdienste im Siebenjährigen Krieg zum Kammerherrn. Ab 1765 war er diensttuender Kammerherr bei Elisabeth Christine von Braunschweig, der Ehefrau des Thronfolgers Friedrich Wilhelm. Auch nach der Scheidung dieser Ehe blieb er Friedrich Wilhelm eng verbunden.

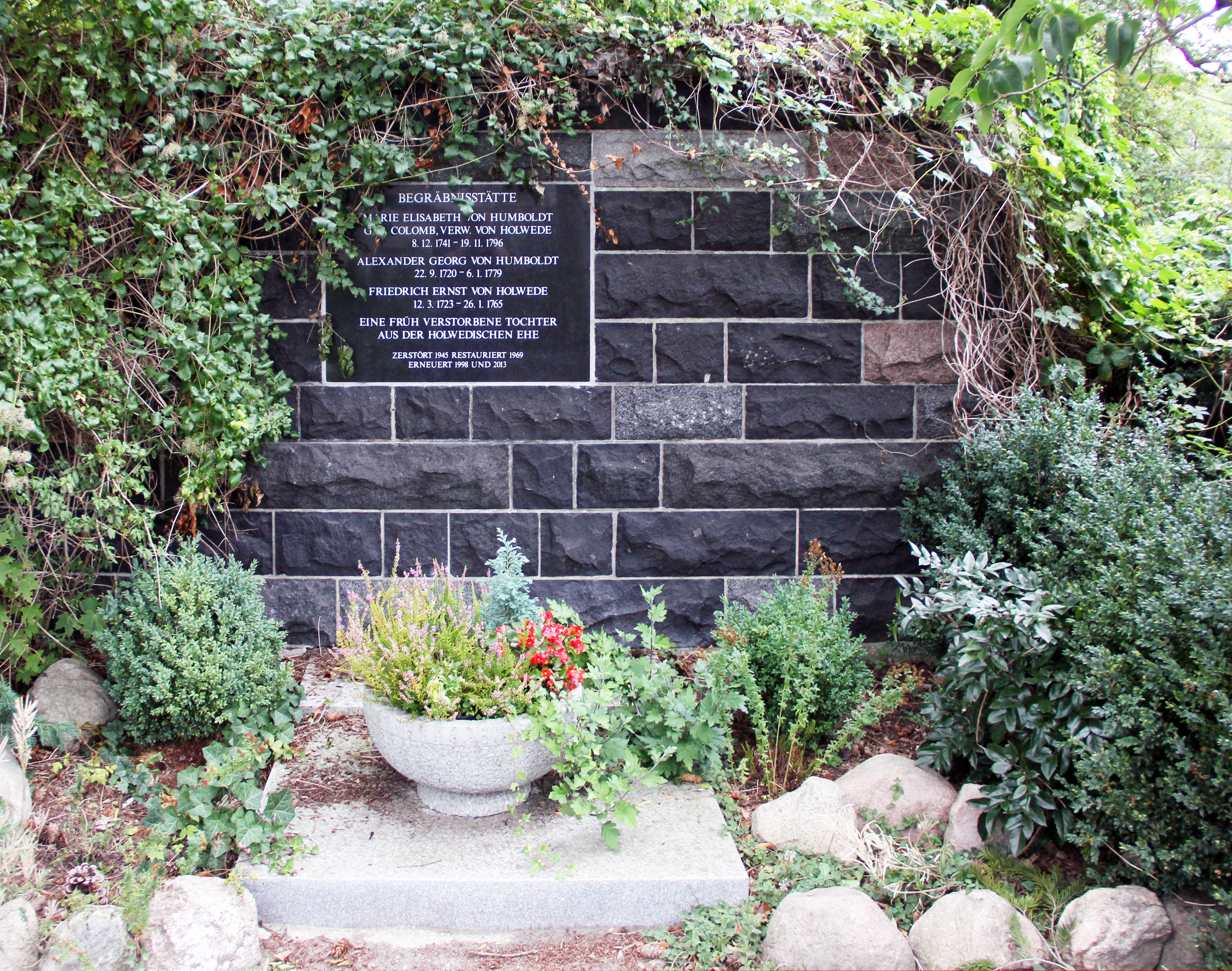
Familiengrabstätte in Berlin-Falkenberg

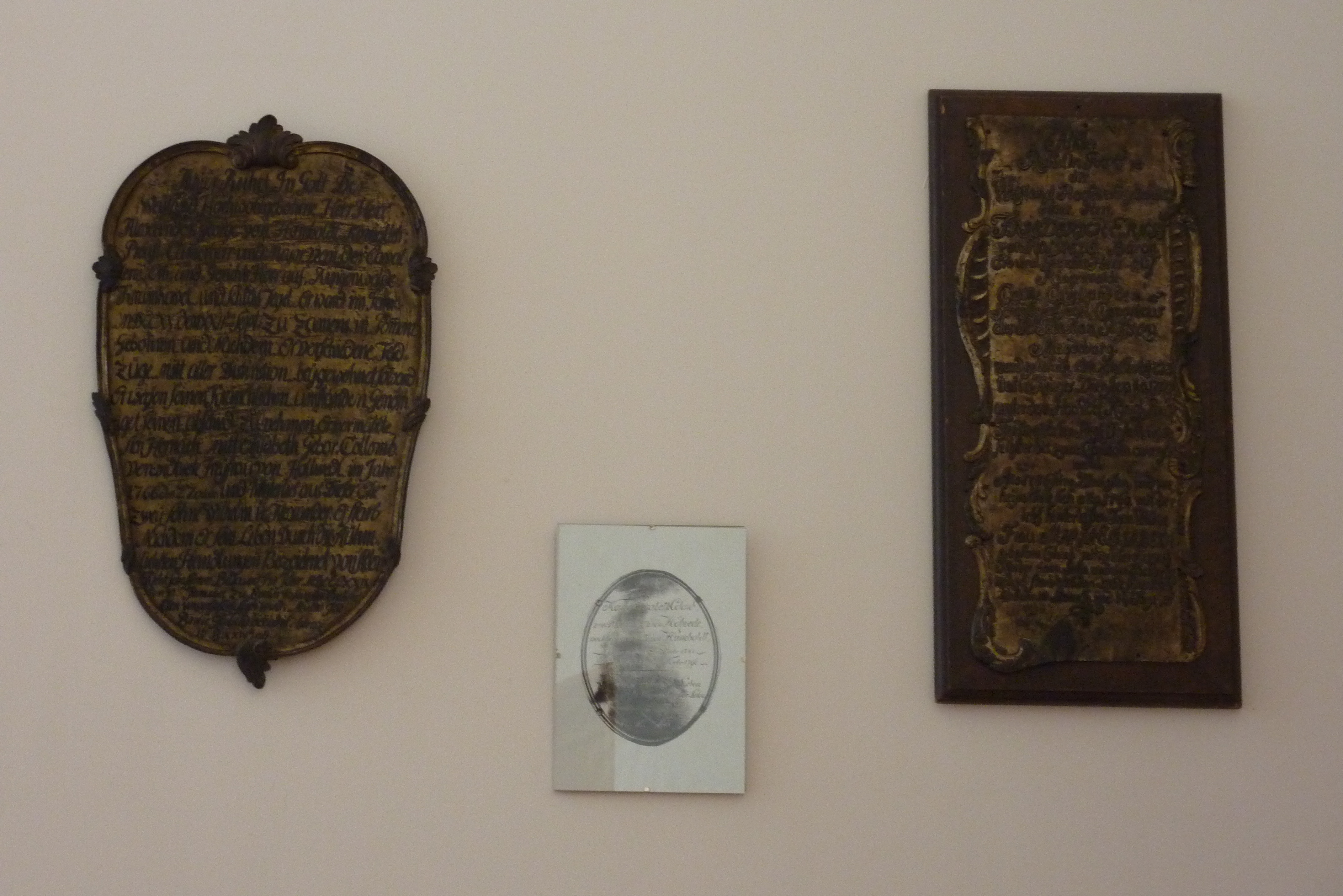
Sargtafeln von Alexander Georg von Humboldt (links) und Friedrich Ernst von Holwede, dem ersten Ehemann von Marie-Elisabeth von Humboldt (rechts), dazwischen ein Foto der verschollenen Grabplatte Marie-Elisabeths in der evangelischen Kirche Berlin-Wartenberg

Sein Vermögen investierte Humboldt unter anderem in Aktien der General-Tabaks-Pachtungs-Gesellschaft von 1765 und in die gleichfalls 1765 gegründete Giro-und-Lehn-Bank, eine Vorläuferin der späteren Reichsbank. Die Ausbeutung der Tabakbauern durch das Generaltabaksblätter-Magazin wurde zwar kritisiert; hinsichtlich des Wirtschaftsgebarens Alexander Georgs von Humboldt später auf Gut Tegel hieß es aber: „Es rührte mich nicht wenig, als ich während des kurzen Aufenthalts im neuen Kruge, die gegenwärtigen einheimischen Leute des Orts, so zärtlich von ihm reden hörte. Ein gemeiner Mann rühmte seine Fürsorge für die Tagelöhner des Orts, denen er zu aller Zeit Arbeit und Brodt verschafft habe.“ Humboldt war auch an der Gründung der preußischen Zahlenlotterie beteiligt. Dadurch entstand der Kontakt mit Karl Friedrich von Dacheröden d. J. (1732–1809), dem späteren Schwiegervater seines Sohnes Wilhelm. 
1766 heiratete Humboldt auf deren Gut Lanke bei Berlin die verwitwete Freifrau Marie-Elisabeth von Holwede, geborene Colomb. Aus dieser Ehe gingen seine beiden Söhne Wilhelm und Alexander von Humboldt hervor. Durch seine Eheschließung kam 1766 das Jagdschloss in Tegel in seinen Besitz, in dem die Familie im Sommer lebte, und wo er sich mit Hingabe der Landwirtschaft widmete. Eine Auflage der Domänenkammer, auf dem Gut Maulbeerbäume für die Seidenzucht zu züchten, konnte aber wegen ungeeigneter Bodenbeschaffenheit nicht erfüllt werden und musste 1770 eingestellt werden. Die von Humboldt als Erstem in Tegel eingeführte Stallfütterung ermöglichte eine gesteigerte Milchleistung, was zu einer Erhöhung des Ertrags pro Kuh auf 50 bis 60 Taler führte. Dazu erkannte er den Nutzen des Anbaus von Klee als Futterpflanze, noch bevor dieser von Johann Christian Schubart (1734–1787) propagiert wurde. Der Betrieb wurde damit zum ersten Frischmilchlieferanten der königlichen und prinzlichen Höfe. Das ebenfalls zum Besitz gehörende Gut Ringenwalde entstammte der Erbmasse der Brüder Friedrich Ernst (* 12. März 1723; † 26. Januar 1765) und Victor Ludwig (* 8. März 1737; † 2. Februar 1793) von Holwede, die die Schwestern Marie-Elisabeth und Wilhelmine Anne Susanne Colomb (1743–1784) geheiratet hatten. 
Nach seinem frühen Tod Anfang 1779 mit 58 Jahren übernahm Gottlob Johann Christian Kunth, ein Vertrauter der Familie und Hauslehrer der elf und neun Jahre alten Söhne Wilhelm und Alexander die Vermögensverwaltung.